# Roger Gaspard
Pour les articles homonymes, voir Gaspard.
Roger Gaspard, né le 27 avril 1902 à Brest (Finistère) et mort le 14 août 1982 à Sault-de-Navailles (Pyrénées-Atlantiques), est un ingénieur et administrateur français.

## Biographie
Fils d'un officier d'artillerie coloniale, Roger Gaspard est élève de l'École polytechnique, de l'École nationale des ponts et chaussées et de Supélec (Promo 1926). Il est ingénieur, puis ingénieur en chef des Ponts et Chaussées du département de la Seine de 1927 à 1942. Il est ensuite directeur de cabinet de Paul Ramadier, secrétaire d'État aux Travaux Publics entre juin 1936 et janvier 1938, puis directeur de l'Électricité au ministère de la Production industrielle et représentant du gouvernement au Comité d'organisation de l'énergie électrique entre 1942 et 1946. 
Résistant, il est arrêté et incarcéré pour avoir caché du cuivre aux autorités allemandes.[réf. nécessaire]
Après la Libération et la nationalisation du secteur de l'électricité, il entame une carrière à EDF, dont il est successivement directeur général adjoint en 1946, directeur général de 1947 à 1962, puis président de 1962 à 1964. Il est parallèlement vice-président de la Compagnie nationale du Rhône de 1946 à 1962 et enfin président de Schneider SA de 1966 à 1969.
Il était président de la Ligue nationale contre le cancer de 1971 à 1981.

## Décoration
- Commandeur avec plaque de l'ordre de l'Étoile noire (1954)[3]

## Sources
- Et la lumière fut nationalisée - Naissance d'EDF-GDF de René Gaudy (Éditions Sociales, 1978). Réédition augmentée, Editions La Vie ouvrière, 1995
- Histoire de l'électricité en France, tome troisième (Fayard, 1996)